# 齋藤麻未
齋藤 麻未（さいとう まみ、1996年6月18日 - ）は、日本の元女子バスケットボール選手である。ポジションはスモールフォワード。

## 来歴
北海道江別市出身。
大麻東中学校では全国大会出場。
札幌山の手高校で全国大会を経験後、日体大に進みインカレベスト16。
2019年、高校の後輩である東藤なな子とともにトヨタ紡織サンシャインラビッツにアーリーエントリーを経て加入。
2024年、日立ハイテク クーガーズに移籍。
2025年引退。